# این ترانه عاشقانه نیست
این ترانه عاشقانه نیست فیلمی به کارگردانی و نویسندگی رحمان رضایی ساختهٔ سال ۱۳۸۴ است.

## بازیگران
- میترا حجار
- ایرج نوذری
- جمشید مشایخی
- سیاوش طهمورث
- گیتا شیخی
- علیرضا اشکان
- داریوش اسدزاده
- سیامک اشعریون